# Celia Pacquola
Celia Pacquola (nacida el 12 de febrero de 1983) es una comediante, escritora, presentadora y actriz australiana que actúa principalmente en Australia y el Reino Unido.

## Primeros años
Pacquola es la tercera hija y sus padres se separaron cuando ella tenía dieciocho años. Ella es descendiente de John Rae.

## Carrera
Comenzó a hacer stand-up en 2006.

### Radio
Pacquola ha escrito y aparecido en la radio australiana y británica, presentando Red Hot Go y Fox Summer Breakfast en Fox FM y The Comedy Hour en ABC Radio. Ha escrito y aparecido en programas de BBC Radio 4, incluidos Shappi Talk, What's So Funny?, It's Your Round, The Headset, The Unbelievable Truth y Britain Versus the World.

### Televisión
Pacquola ha escrito y actuado en Good News Week y Laid. Apareció y coescribió el primer episodio de la segunda temporada de It's a Date. Ha aparecido como actriz en la serie de televisión ABC Utopia, así como The Beautiful Lie, ganando un premio AACTA a la "mejor actriz invitada o de reparto en un drama televisivo". En 2016, ella y Luke McGregor escribieron y actuaron en Rosehaven. Rosehaven ganó el premio AWGIE 2017 al mejor guion de comedia.
En 2020, Pacquola ganó la decimoséptima temporada de Dancing with the Stars Australia y recibió 50.000 dólares australianos para su organización benéfica, el Centro de apoyo y violencia familiar Safe Steps.
Otros shows en los que ha actuado, tanto en Australia como en el Reino Unido, incluyen Rove, The Project, Sleuth 101, Celebrity Name Game, Talkin' 'Bout Your Generation, The Hundred with Andy Lee, Would I Lie to You? Australia, Spicks and Specks, The Weekly with Charlie Pickering, Have You Been Paying Attention?, Hughesy, We Have a Problem, The Rob Brydon Show, Russell Howard's Good News, Live At The Apollo y Never Mind the Buzzcocks.
En 2021, Pacquola fue el tema del primer episodio de la duodécima temporada de la serie documental de SBS Who Do You Think You Are?, que exploró la historia ancestral de su familia. Desde de 2023, Pacquola presenta un segundo revival de Thank God You're Here en Network 10, reemplazando a Shane Bourne.

### Shows en vivo
Pacquola ha escrito y realizado shows en vivo desde 2007. Su show de 2009 Am I Strange? se presentó en el Edinburgh Fringe y en el Festival Internacional de Comedia de Melbourne, donde ganó el premio a la mejor comedia y el premio de la crítica a la mejor actuación australiana. Actuó en 2009 en la Ópera de Sydney con This Was The Year That Was. Al año siguiente, presentó Flying Solos en el Edinburgh Fringe y en el Festival Internacional de Comedia de Melbourne y, en 2012, regresó con Delayed.
Ha sido nominada y ganó varios premios, incluido el de mejor participante primerizo (Premio Raw Recruit) en los Raw Comedy Awards en 2006.
En 2016, Pacquola organizó la Gala Oxfam para el Festival Internacional de Comedia de Melbourne.
En 2018, ganó el premio Helpmann a la mejor intérprete de comedia por su programa de comedia All Talk. En 2019, Pacquola apareció como JG (Jenny) Milford en la producción de The Torrents de Oriel Gray de la Sydney Theatre Company. En los ARIA Music Awards 2020, fue nominada a Mejor estreno de comedia por su álbum All Talk.

### Películas
El primer papel cinematográfico de Pacquola fue en la comedia romántica neozelandesa de 2018 The Breaker Upperers junto a Madeleine Sami y Jackie van Beek, quienes escribieron y dirigieron la película.

## Vida personal
Pacquola habla abiertamente de su ansiedad y depresión.
Dio a luz a su primer hijo, con su pareja Dara Munnis, en 2022.

## Filmografía seleccionada
| Año  | Título                | Papel         | Notas               |
| ---- | --------------------- | ------------- | ------------------- |
| 2011 | Laid                  | EJ Griggs     | Serie de televisión |
| 2013 | Offspring             | Ange Navarro  | Serie de televisión |
| 2013 | It's a Date           | Cynthia       | Serie de televisión |
| 2014 | Kinne                 | Varios        | Serie de televisión |
| 2014 | Utopia                | Nat Russell   | Serie de televisión |
| 2015 | The Beautiful Lie     | Dolly Faraday | Serie de televisión |
| 2016 | Rosehaven             | Emma Dawes    | Serie de televisión |
| 2017 | Mustangs FC           | Narradora     | Serie de televisión |
| 2018 | The Breaker Upperers  | Anna          | Película            |
| 2021 | Love Me               | Sasha         | Serie de televisión |
| 2023 | Thank God You're Here | Anfitriona    | Serie de televisión |